# Eliurus danieli
Eliurus danieli és una espècie de mamífer rosegador de la família dels nesòmids que viu a la província de Fianarantsoa. Només se'n coneixen quatre exemplars, tots capturats al Parc nacional d'Isalo. Els parents més propers d'aquesta espècie són E. majori i, particularment, E. penicillatus, que són els altres membres del grup E. majori dins d'Eliurus.
La part superior del cos és de color gris i la part inferior blanc brut. La cua és sobretot prima i blanca, amb pèls negres al centre. La llargada corporal és de 150-152 mm, la cua fa 179-195 mm, els peus inferiors 30-32 mm, les orelles 26-28 mm. Pesa 91-100 g.
Aquest tàxon fou anomenat en honor del zoòleg i catedràtic malgaix Daniel Rakotondravony.